# Kommissarin Lucas – Polly
Polly ist ein Film des ZDF, der Teil der Serie Kommissarin Lucas ist. Nils Willbrandt führte Regie bei dem 2019 ausgestrahlten Fernsehfilm. Ihr 28. Fall in Regensburg führt Kriminalhauptkommissarin Ellen Lucas (Ulrike Kriener) und ihr Team in ein Heim für schwer erziehbare Mädchen, wo die junge Monika, die tot im Geäst eines Baumes gefunden wurde, gewohnt hat. Die Haupt-Gaststars dieser Folge sind neben Marie Bloching in der Titelrolle, Luise von Finckh, Frederic Linkemann, Jule Ronstedt und Arnd Klawitter.

## Handlung
Kriminalhauptkommissarin Ellen Lucas und ihr Team haben aufzuklären, wie es dazu kam, dass die junge Monika Kindler aufgebahrt im Geäst eines Baumes, zwölf Meter über dem Boden, tot aufgefunden wurde. Für Lucas hat das Ganze etwas von einer Bestattungszeremonie. Wie sich herausstellt war Monika einige Monate zuvor spurlos vom Aschenbachhof, einem Heim für schwer erziehbare Mädchen, verschwunden. Bei ihren Ermittlungen dort fällt Lucas Polly auf, die sich mit Moni ein Zimmer geteilt hatte. Polly wühlt die Nachricht vom Tod ihrer Freundin so auf, dass sie sich die Pulsadern aufschneidet. Lucas, die ahnt, dass etwas mit dem jungen Mädchen nicht in Ordnung ist, findet Polly gerade noch rechtzeitig, und kann Schlimmeres verhindern.
Weitere Ermittlungen ergeben, dass die Mädchen immer mal wieder aus dem Heim verschwunden sind, um sich im nahegelegenen Dorf zu vergnügen. Als Lucas an diesem Abend nach Hause kommt, findet sie Polly, die ihr ihren Schlüssel aus der Jacke entwendet hatte, in ihrer Wohnung vor. Obwohl der Kommissarin bewusst ist, dass sie Abstand wahren sollte, gestattet sie Polly, die Nacht bei ihr zu verbringen. 
Lucas’ Mitarbeiter Tom Brauer und Judith Marlow haben inzwischen herausgefunden, dass Matthieu Egginger, ein junger Mann aus dem Dorf, Kontakt zu Moni und Polly und weiteren Mädchen aus dem Heim hatte. Er betreibt einen Sexchat-Kanal, bei dem die Mädchen sich ein wenig Geld verdienten, was in erster Linie Egginger zugutekam.
Moni war im Zeitraum August bis November in Tschechien in ein „intensiv-pädagogischen Projekt“ involviert, wie Lucas herausfindet, ohne sich darunter wirklich etwas vorstellen zu können. Auch Polly kann oder will ihr darüber nichts erzählen. Matthieu Egginger berichtet Lucas und Brauer, dass er und Moni ineinander verliebt gewesen seien und zusammen hätten weggehen wollen. Sie seien an dem Tag, als Moni spurlos verschwunden sei, verabredet gewesen. Moni sei aber nicht erschienen. Polly erzählt Lucas hingegen, dass Moni nur an Eggingers Geld interessiert gewesen sei.
Rechtsmediziner Paulis Untersuchungen haben ergeben, dass die zahlreichen Fingerbrüche, die bei Moni festgestellt worden sind, ihr vor etwa neun Monaten zugefügt worden sind. Zu dieser Zeit war Moni Teil des intensiv-pädagogischen Programms in Tudice in Tschechien. Die Heimleiterin Frieda Schreiber ringt sich zu einer Aussage bei Lucas durch. Sie habe die Mädchen für das Projekt in Tschechien ausgesucht. Es seien Mädchen gewesen, die keine Verwandten gehabt hätten und daher auch nicht vermisst worden seien. Die Mädchen seien dort großteils sich selbst überlassen gewesen, da geschultes Personal in ausreichender Anzahl nicht vorhanden gewesen sei. Man habe pro Mädchen enorm viel Geld einsparen können, da die Kosten in Tschechien nicht einmal bei einem Drittel der Kosten lägen, die für die Mädchen an den Aschenbachhof geflossen seien. Lucas will wissen, warum Schreiber da mitgemacht habe. Sie meint, ihr Vorgesetzter Christian Kroiß habe ihr mit der Heimleitung eine große Chance gegeben und anfangs sei ja auch alles im Rahmen geblieben. Dann jedoch seien es immer mehr Mädchen gewesen, die sie ihm hätte nennen sollen. Sie habe auch die Buchhaltungsunterlagen insoweit gefälscht. Monis Fingerbrüche rührten daher, dass die sich selbst überlassenen Mädchen Gewaltvideos drehten und ins Netz stellten. Oft waren die Mädchen vom Aschenbachhof ihre Opfer.
Letztendlich stellt sich heraus, dass Polly viel zu viel in die enge Freundschaft mit Moni hineininterpretiert hat. Als ihr bewusst wurde, dass Moni mit Matthieu Egginger weg wollte und ihre gemeinsamen Träume nicht teilte, hat sie die zuerst schlafende, sich dann heftig wehrende Freundin mit einem Kissen erstickt. Hannes Lenz, ein Mitarbeiter des Heims und selbst in einem solchen aufgewachsen, hat ihr dann geholfen, Monis Leiche auf den Baum zu schaffen, wo sie dem Himmel ein Stück näher gewesen sei. Max will wissen, was denn jetzt mit Polly passiere, Lucas meint, sie müsse nun im Gefängnis erwachsen werden.

## Produktionsnotizen
Polly, eine Produktion der Olga Film GmbH, wurde vom 5. Oktober 2017 bis zum 6. Dezember 2017 in Regensburg, München und Umgebung gedreht. Am 6. April 2019 war der Film als Erstausstrahlung im ZDF zu sehen.

## Kritik
Der Kritiker Tilmann P. Gangloff beurteilte den Film für evangelisch.de. Polly habe mit klassischen Krimigeschichten nicht viel gemeinsam, führte Gangloff aus, das Drehbuch handele in erster Linie von einer vorsichtigen Annäherung zwischen Polly und der Kommissarin. Dass ‚Polly‘ trotzdem „kein tristes Sozialdrama“ sei, liege vor allem „an den drei Hauptdarstellerinnen“. Luise von Finckh habe dabei die „vermeintlich leichteste Rolle, weil sie quasi als Gaststar immer wieder nur in kurzen Einschüben“ auftauche, […] aber „eine eindrucksvolle Präsenz“ entwickle. Natürlich habe auch „das introvertierte Spiel von Marie Bloching großen Anteil an der Wirkung des Films“, zumal es ihr scheinbar „mühelos geling[e], sich neben einem Profi wie Ulrike Kriener zu behaupten“. Gangloff meinte abschließend, dass Polly der Grund sei, warum sich diese Episode „von allen anderen Beiträgen der Reihe“ abhebe: weil die sonst „so kühle und distanzierte Kommissarin Lucas deutlich betroffener“ sei als „in anderen Fällen“.
Auch der Kritiker Volker Bergmeister, der den Film für tittelbach.tv bewertete, fand lobende Worte für die Folge Polly, gab 4,5 von 6 möglichen Sternen und zog das Fazit: „‚Kommissarin Lucas – Polly‘, die 28. Episode der Reihe, ist ein intensiv-atmosphärischer Krimi, der ohne viel Action und inszenatorische Verrenkungen auskommt, nah an den Figuren ist und seine stärksten Momente in den Szenen zwischen der Lucas und der jungen Polly hat. Da die Autoren genug falsche Fährten auf dem Weg zur Auflösung legen, bleibt die Spannung lange erhalten, auch wenn man schon früh erahnen kann, wo die Geschichte hingeht. Die ZDF-Krimireihe hält ihr gutes Niveau.“
Die Bewertung von Martin Seng auf der Seite Quotenmeter.de bescheinigte dem Film ein „ausgesprochen angenehmes Erzähltempo“. Kommissarin Ellen Lucas sei, „wie in den meisten ihrer Fälle, schauspieltechnisch stark anzusehen“. „Optisch“ sei der Film „erfreulich weit entfernt von der gewohnten Fernsehfilmoptik“ und könne „mit scharfen und klar kontrastierten Bildern überzeugen“. In dieser Folge zeige Ulrike Kriener „wieder einmal ihr Können als zerrissene Polizistin“. Ebenso könne „der Fall mit seinem Schauplatz und den weiteren Schauspielern überzeugen. Spannend und dennoch realistisch, auch wenn man nach dem Finale mit keinem allzu guten Gefühl hinterlassen“ werde. ‚Polly‘ sei einer „der bis dato stärksten Fälle der Ermittlerin“.
Auf der Seite t-online.de ist man der Meinung, dass die Autoren Markus Ziegler und Stefan Dähnert sowie Regisseur Nils Willbrandt ein „feinfühliges Drama inszeniert“ hätten, das „unter die Haut“ gehe. So „ausweglos es auch stellenweise erscheinen“ möge, so „spannend und eindrücklich“ seien die „Einblicke in seelische Abgründe“. Das gelte durchaus auch für die „ansonsten eher spröde wirkende Kommissarin aus Regensburg, die hier ziemlich offen Emotionen“ zeige – was sie aber auch „in Schwierigkeiten“ bringe. Der Film werfe – „bis zum überraschenden Ende – viele Fragen auf, vor allem die nach seelischer Verwahrlosung und mangelnder Sorgfaltspflicht, von fehlender oder zurückgewiesener Liebe ganz zu schweigen“.
In der WAZ am Sonntag schreibt Wolfgang Platzeck, der neue Fall „best[eche] auf ganzer Linie“. In den bisher 27 Fällen von Lucas und ihrem Team folge keine der Geschichten „der gängigen Krimi-Routine“ und auch diesmal würden die „entsprechend hohen Erwartungen erfüllt“ werden. Die Folge ‚Polly‘ bilde „einen neuen Höhepunkt der Reihe“. Weiter heißt es: „Meisterhaft führen Buch und Regie in ihrem ruhigen Erzählfluss die zahlreichen Stränge zusammen, ohne der fiktiven Geschichte gewaltsam eine grundsätzliche Systemkritik aufzupfropfen.“ Das sei „nicht nur ungeheuer spannend, sondern für jeden empathischen Zuschauer geradezu erschütternd. Umso mehr, weil der Film von zwei wunderbaren Schauspielerinnen getragen“ werde. „Das Zusammenspiel von Ulrike Kriener und Marie Bloching als verstockte, traumatisierte Polly“ sei „von einer Intensität, wie sie selten auf dem Bildschirm zu erleben“ sei.